# Aspret-Sarrat
Aspret-Sarrat é uma comuna francesa na região administrativa da Occitânia, no departamento do Alto Garona. Estende-se por uma área de 3.82 km², com 132 habitantes, segundo o censo de 2018, com uma densidade de 35 hab/km².